# Gheorghe Balș
Gheorghe Balș (n. 24 aprilie 1868, Adjud, Putna, România – d. 22 septembrie 1934, București, România) a fost un inginer și istoric de artă român, membru titular al Academiei Române. A lucrat, printre altele, la construcția podului de la Cernavodă și a portului Constanța, iar în colaborare cu arhitectul Nicolae Ghica-Budești la construirea Institutului de seruri și vaccinuri „L. Pasteur” din București. A publicat studii valoroase de sinteză asupra arhitecturii bizantine, precum și asupra bisericilor și mănăstirilor moldovenești.

## Biografie
Gheorghe Balș și-a făcut studiile superioare în Elveția, luându-și bacalaureatul la Lausanne și obținând diploma de inginer la Politehnica din Zürich. Întreprinde călătorii de studii în Bulgaria, Serbia, Grecia, Turcia și Rusia pentru cercetarea influențelor străine în arhitectura veche românească.
Se afirmă în calitate de constructor, colaborând cu Anghel Saligny la realizarea podului de la Cernavodă. Este autorul unor construcții în portul Constanța și a multor construcții spitalicești.
Se remarcă mai cu seamă ca cercetător al arhitecturii românești, fiind unul dintre cei mai apreciați istorici ai artei vechi românești. Studiile sale despre evoluția arhitecturii moldovenești în secolele XV-XVIII sunt utilizate și apreciate de toți cercetătorii.  În acest domeniu, a scris lucrările:
- Biserica din Filipeștii de Pădure (1908)
- O vizită la câteva biserici din Serbia (1911)
- Histoire de l’art roumain ancien (Paris, 1922, în colaborare)
- Bisericile lui Ștefan cel Mare (1926)
- Bisericile și mănăstirile moldovenești din veacul al XVI-lea (1928)
- Biserica din Lujen (1930)
- Influences arméniennes et georgiennes sur l’arhitecture roumaine (1931)
- Despre biserica Prislopului (1932)
- Les monuments byzantins de Roumanie (1932)
- Bisericile și mânăstirile din veacurile XVII si XVIII (1933)
- Contributions a la question des eglises superieures superposees dans les domaine byzantin (1934).

A făcut parte din comisia monumentelor istorice (din 1923).

## Implicare în viața socială
A fost ales președinte al AGIR în anul 1918,iar la 4 iunie 1923 a fost ales membru titular al Academiei Române, între mai 1928 și mai 1931 fiind vicepreședinte al înaltului for. La 9 iunie 1925 a ținut discursul de recepție, vorbind despre începuturile arhitecturii românești din Moldova.